# Kloster Allerheiligenberg

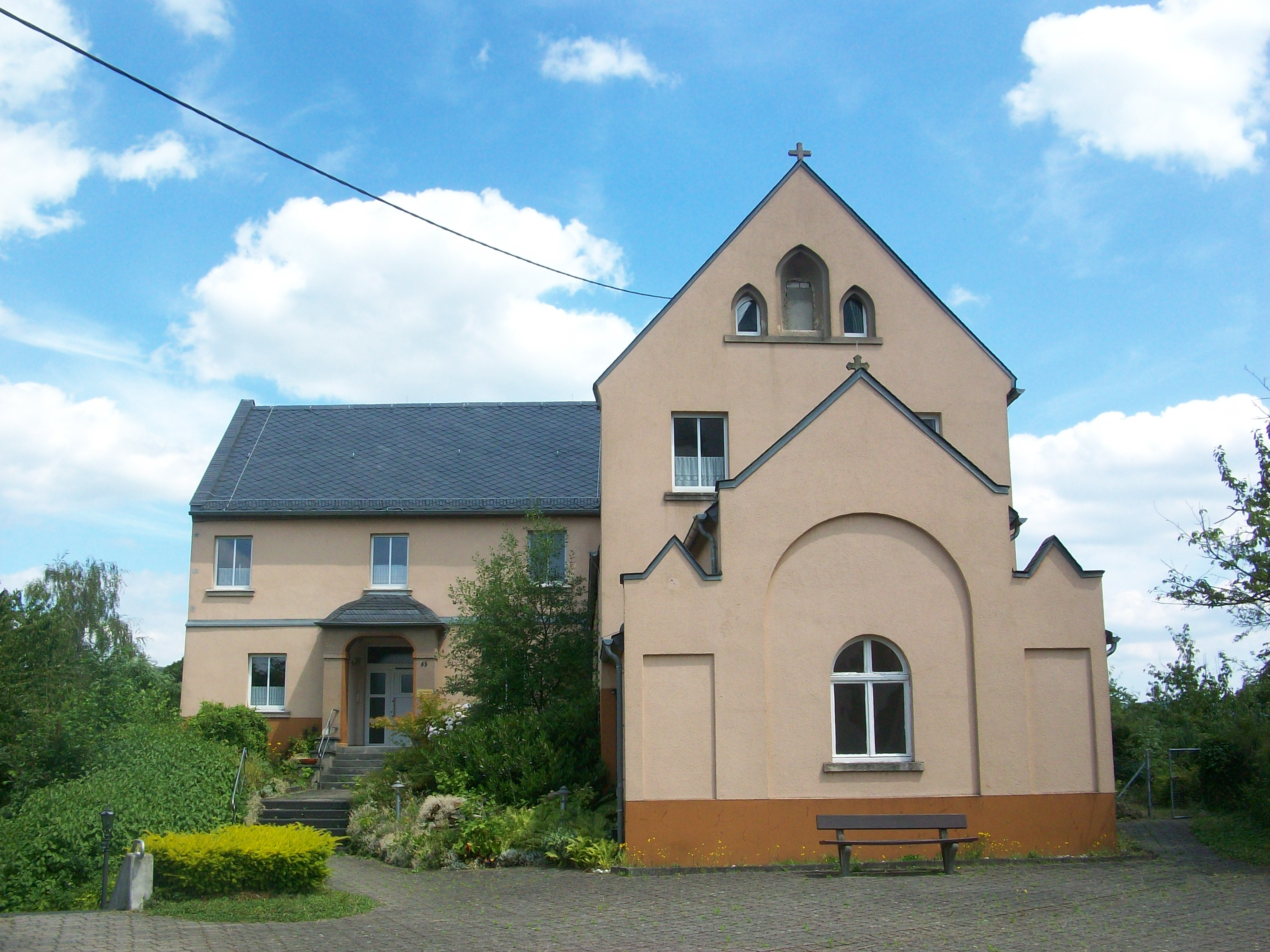
Kloster Allerheiligenberg

Das Kloster Allerheiligenberg war ein katholisches Kloster in Lahnstein. Es gehörte zur Kongregation der Missionare Oblaten der makellosen Jungfrau Maria („Hünfelder Oblaten“). In direkter Nachbarschaft zum Kloster liegt die Allerheiligenbergkapelle.

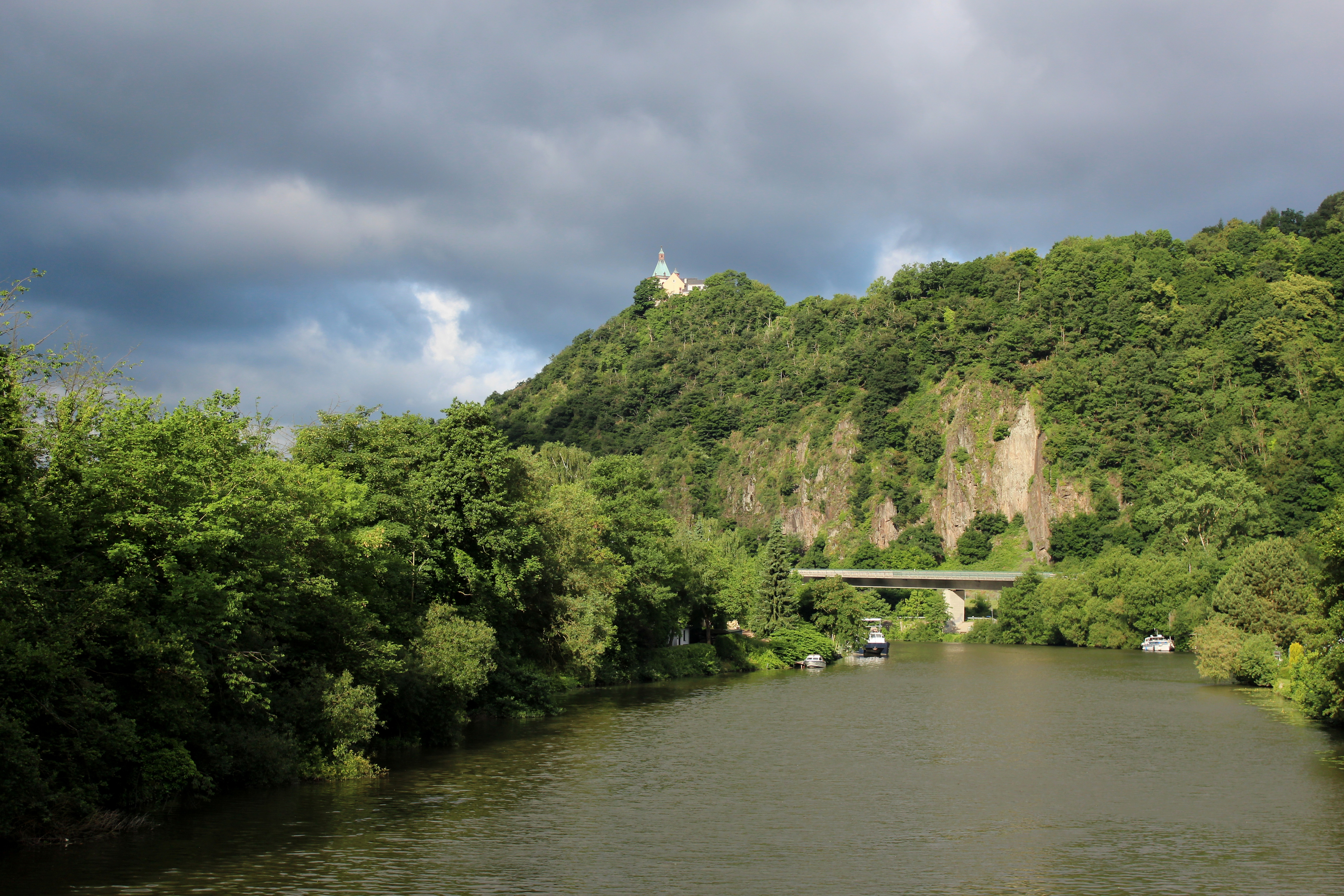
Blick von der Lahn auf den Allerheiligenberg bei Lahnstein

## Geschichte
Von 1919 bis 2012 waren die Oblatenpatres auf dem Allerheiligenberg bei Lahnstein aktiv und betreuen seelsorgerisch die Allerheiligenbergkapelle. Lange Jahre befand sich auf dem Allerheiligenberg eine Kommunität von Volksmissionaren. In den 1990er Jahren wurde hier eine Jugendkommunität gegründet. Bis zur Schließung des Klosters befand sich auf dem Allerheiligenberg das Scholastikat für die Mitteleuropäische Ordensprovinz der Oblaten. Nach dem Noviziat kamen die jungen Ordensleute nach Lahnstein und studierten von dort aus an der Philosophisch-Theologischen Hochschule der Pallottiner in Vallendar Theologie. Zuletzt gehörten 10 Ordensleute zum Kloster, darunter Studenten und Patres aus Deutschland, Namibia, Südafrika und Indien. 2012 verließen die Oblaten das Kloster.
Seit Ende 2014 ist das Kloster Allerheiligenberg in Privatbesitz. Seit 2015 wird es als Mehrgenerationen-Wohngemeinschaft genutzt. Angeboten werden ein Café, Bed and Breakfast, Seminarbetrieb und kulturelle Veranstaltungen im Eigenbetrieb.